# Rezső Nikolsburger
Rezső Nikolsburger, noto anche come Rudolph Nickolsburger (Budapest, 21 marzo 1899 – New York, 29 dicembre 1969), è stato un calciatore ungherese, di ruolo attaccante.

## Caratteristiche tecniche
Era un attaccante tecnico e dinamico, ma veniva penalizzato dal suo stile di gioco egoista.

## Carriera
Cominciò la carriera nel Ferencváros, arrivando anche a diventare il miglior marcatore della squadra nel 1920-21. In quegli anni la sua squadra doveva però fronteggiare il MTK Budapest di György Orth, che gli chiudeva ogni spazio anche in nazionale, e per questo motivo non riuscì a mettere in bacheca alcun trofeo. Si trasferì allora in Cecoslovacchia nelle squadre di matrice ebraica dell'Hakoah Olomouc e del Maccabi Brno. Tornò poi al Ferencváros in un ruolo da comprimario, riuscendo a vincere il campionato ungherese nel 1925-26.
Si trasferì poi all'Hakoah Vienna e con loro prese parte ad un tour negli Stati Uniti, paese in cui decise di continuare la sua carriera. Si unì allora al New York Hakoah, squadra composta per la maggioranza da reduci dell'Hakoah Vienna ed iscritta al neonato campionato della ESL. Con tale squadra vinse una US Open Cup. Nel 1929 la sua squadra confluì nell'Hakoah All-Stars della ASL e con essa raggiunse per due volte il terzo posto in campionato.

## Palmarès

### Club

#### Competizioni nazionali
- Campionato ungherese: 1

Ferencvaros: 1925-1926
- Lamar Hunt U.S. Open Cup: |U.S. Open Cup

New York Hakoah: 1928-1929